# Essmann (Unternehmen)

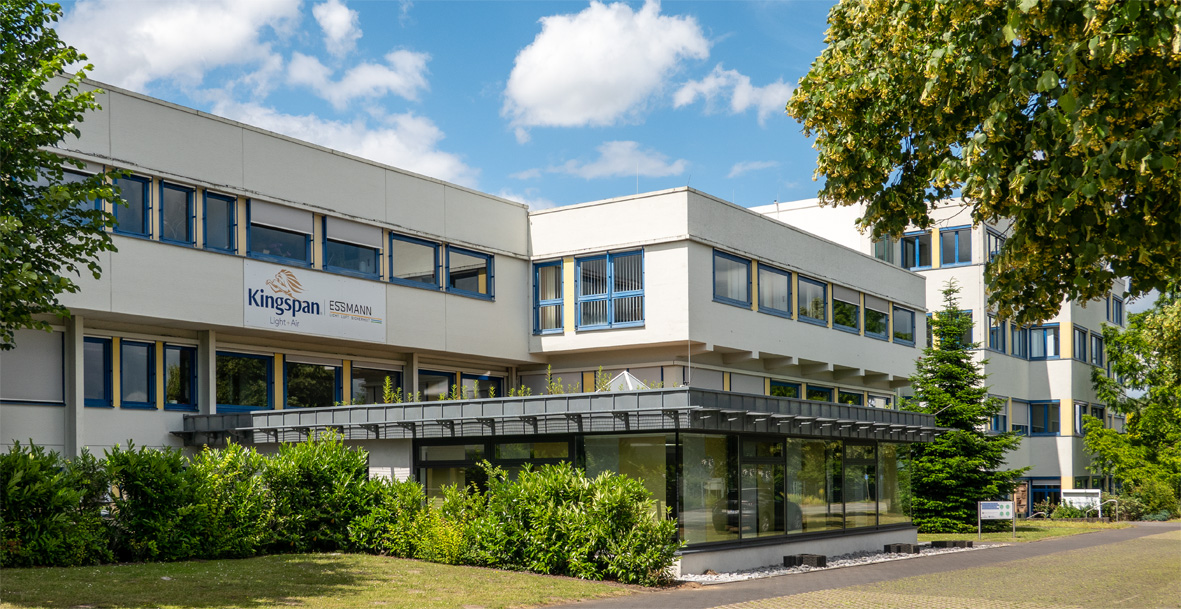
Kingspan Light + Air GmbH in Bad Salzuflen

Die Kingspan Light + Air GmbH (vorher: Essmann Gebäudetechnik GmbH) ist ein Hersteller von Produkten und Systemlösungen zur Belichtung, natürlichen Be- und Entlüftung sowie für die Entrauchung in Industrie-, Gewerbe- und Verwaltungsbauten. Sitz des Unternehmens ist Bad Salzuflen in Nordrhein-Westfalen. 

## Unternehmen
Das Unternehmen wurde 1948 gegründet. In der Anfangsphase stand der Vertrieb von Spanplatten für den Dachausbau im Vordergrund. Später folgte eine Spezialisierung auf die Flachdach- und Fassadentechnik, um Lösungen für die integrierte Gebäudehülle anzubieten. Im Jahr 1992 wurde die Firma Ecodis übernommen, 2014 schloss sich Essmann mit der STG Beikirch zusammen.
Essmann ist seit Herbst 2016 Teil der Kingspan Group, die in Irland beheimatet ist und weltweit über 22.000 Mitarbeitende beschäftigt. Kingspan bietet nachhaltige Bauprodukte für die Hochleistungsisolierung sowie Systeme für die Gebäudehülle. Die Produkte des Unternehmens ergänzen sich so, dass sie zusammen in einem Bauvorhaben integriert werden können. Sie bieten ganzheitliche Systemlösungen rund um die Themen Licht, Luft, Sicherheit und Energieeffizienz für die intelligente Gebäudehülle an. Die Wertschöpfungskette besteht aus Engineering, Produktion, Montage und Service.
In Bad Salzuflen arbeiten 334 Mitarbeiter (Stand 2019) in Entwicklung, Produktion, Verwaltung und Service.
Seit 1. Januar 2023 firmiert das Unternehmen unter "Kingspan Light + Air GmbH" (vormals Essmann Gebäudetechnik GmbH).